# Saint-Jean-de-la-Lande
Saint-Jean-de-la-Lande es un municipio canadiense situado en la provincia de Quebec.

## Superficie
Saint-Jean-de-la-Lande tiene una superficie de 107,03 km².

## Demografía
En 2021, tenía 232 habitantes, una densidad poblacional de 2,2 hab./km², y 178 viviendas.